# The Fox and the Hound 2
Cáo và chó săn 2 (tiếng Anh: The Fox and the Hound 2) là phần tiếp theo của bộ phim Cáo và chó săn.

## Lồng tiếng
- Reba McEntire vai Saluki Dixie
- Patrick Swayze vai Chó Sabueso Tây Ban Nha Cash
- Harrison Fahn vai Chó săn Copper
- Jonah Bobo vai Cáo Tod
- Jeff Foxworthy vai Lyle
- Vicki Lawrence vai Granny Rose
- Stephen Root vai Winchell P. Bickerstaff
- Jim Cummings vai Chó đánh hơi Waylon và Floyd
- Rob Paulsen vai Chó săn sói Ireland già Chief
- Russi Taylor vai Bà lão Widow Tweed
- Jeff Bennett vai Thợ săn Amos Slade
- Kath Soucie vai Mèo Zelda
- Hannah Farr vai Olivia Farmer

## Nhạc phim
1. "Friends For Life"
2. "We're in Harmony"
3. "Hound Dude"
4. "Good Doggie, No Bone!"
5. "Blue Beyond"
6. "We're in Harmony" (Reprise)
7. "We Go Together"